# Električni pastir
Električni pastir je žična varovalna ograja okoli pašnika, v kateri je električni tok, ki preprečuje beg živine. V njem je odvisno od varovanca (ovce, konji ...) število voltov električnega toka v trenutnih impulzih. Ponekod uporabljajo električnega pastirja tudi za varovanje polja pred divjadjo. Uvajati so jih začeli v sedemdesetih letih 20. stoletja.